# Mateus Fernandes
Mateus Fernandes, aussi appelé Mateus Fernandes l'Ancien, architecte portugais, né à Covilha à une date inconnue, mort le 10 avril 1515.
Il a été un des initiateurs du style manuélin au Portugal en développant des thèmes maritimes et exotiques.

## Biographie

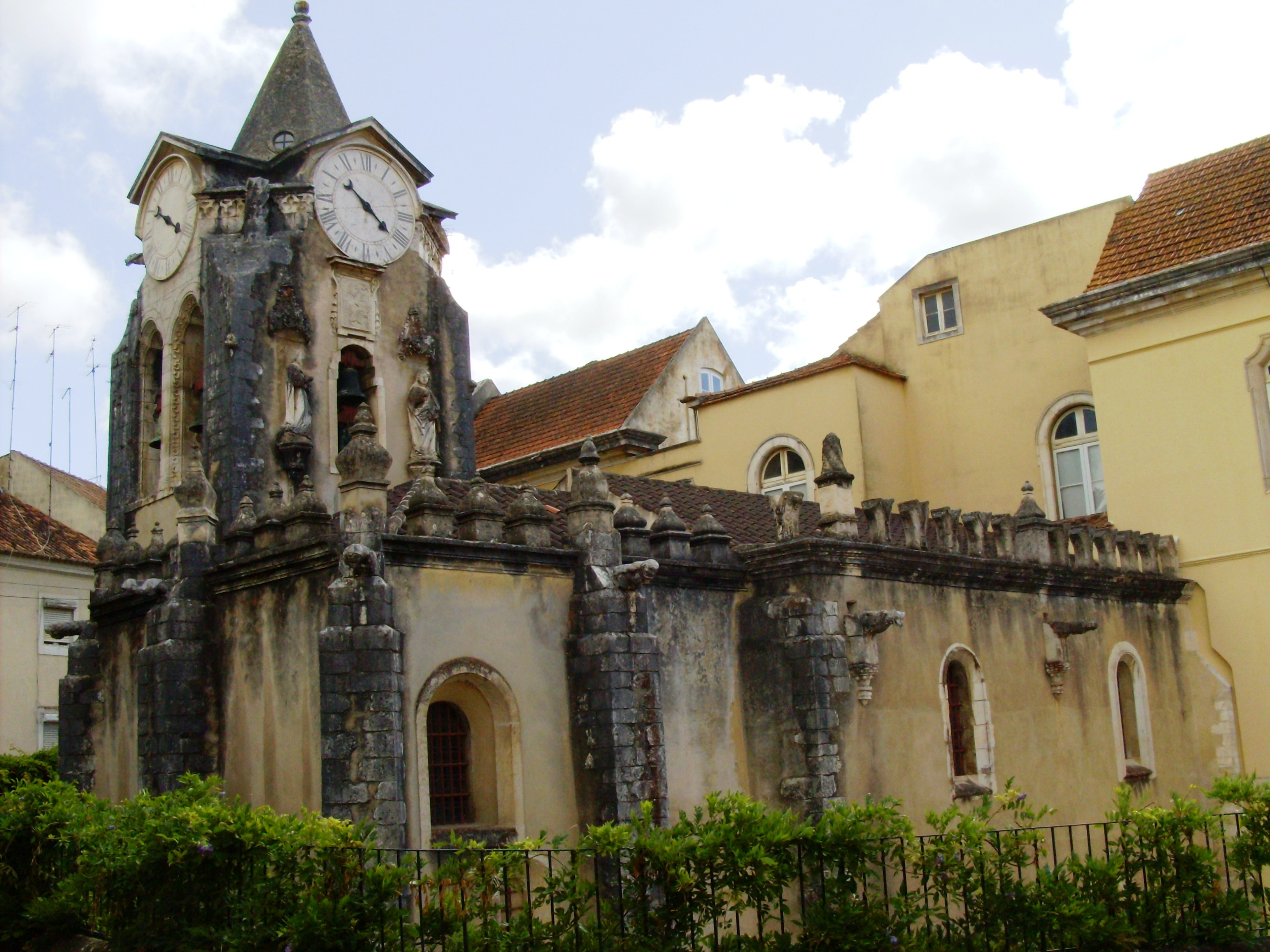
Église Notre-Dame-du-Peuple de Caldas da Rainha.

Il a été l'architecte des rois Dom João II et Dom ManuelIer. Dom João II lui a donné les moyens pour visiter l'Europe et pour étudier les différentes méthodes de construction et l'architecture des cathédrales européennes. 
Le premier document sur Mateus Fernandes date de 1480 : le roi Alphonse V de Portugal le remplace par le maître João Rodrigues au monastère de Batalha. On n'en connaît pas les raisons. Il revient travailler dans ce monastère en 1490.
Mateus Fernandes a travaillé, sous le règne de Dom Manuel Ier, à la reconstruction des châteaux d'Almeida et du Castelo Branco. Il a assuré la construction de l'église Notre-Dame-du-Peuple (Igreja de Nossa Senhora do Pópulo) de Caldas da Rainha.
Il est maître des œuvres du monastère d'Alcobaça en 1510. Il y a conçu et dirigé la construction de la nouvelle sacristie et de la Bibliothèque. 
Il a été l'architecte du Monastère de Batalha, un poste qu'il a occupé pendant 25 ans, à partir de 1490, jusqu'à sa mort au monastère où il est enterré avec sa femme. Il a succédé à João de Arruda, le plus ancien des maîtres des œuvres de la famille Arruda, qui a travaillé au monastère de Batalha entre 1485 et 1490. Il y a réalisé la décoration des chapelles entourant la rotonde édifiée à la demande du roi Dom Duarte, commencées par David Huguet. Elles étaient destinées à recevoir les tombeaux royaux. Il a édifié le portail d'accès et les voûtes des chapelles dans le style manuélin particulièrement riche en motifs végétaux. La construction de l'octogone est restée inachevée après la mort du roi Manuel Ier, et pour cette raison les chapelles ont été appelées « chapelles imparfaites » (Capelas Imperfeitas).

## Recherches sur les origines possibles de son style architectural
Les thèmes qu'il a développé dans son travail ont fait penser qu'il avait visité les Indes à partir de l'Inde portugaise. Certains chercheurs ont trouvé des ressemblances avec la sculpture jaïn, comme celle du temple jaïn Hutheesing à Ahmedabad. Des chercheurs ont essayé d'établir une liaison avec Tomás Fernandes, un architecte militaire en Inde, ou avec Diogo Fernandes de Beja, qui était un membre de l'ambassade dans le Gujarat en 1513, mais sans aucune preuve. D'autres chercheurs ont rapproché son style de celui du porche nord de l'église Sainte-Marie de Redcliffe, car les contacts sont fréquents à cette époque entre l'Angleterre et le Portugal.
On peut remarquer dans toute l'Europe qu'au XVe siècle l'architecture gothique tardive se caractérise par le développement d'un enrichissement formel. Les ogives, éléments structurels des voûtes, sont des éléments décoratifs en se complexifiant et deviennent d'extraordinaires compositions géométriques. On peut comparer le gothique tardif de style manuélin avec, par exemple, le portail Saint-Laurent de la cathédrale de Strasbourg construit en 1495, pour constater cette évolution de l'architecture gothique vers un raffinement des décors permettant aux architectes de montrer leur virtuosité, avec des motifs spécifiques à chaque région. Le Portugal a été aussi influencé par l'architecture mudéjar et celle du Maroc.

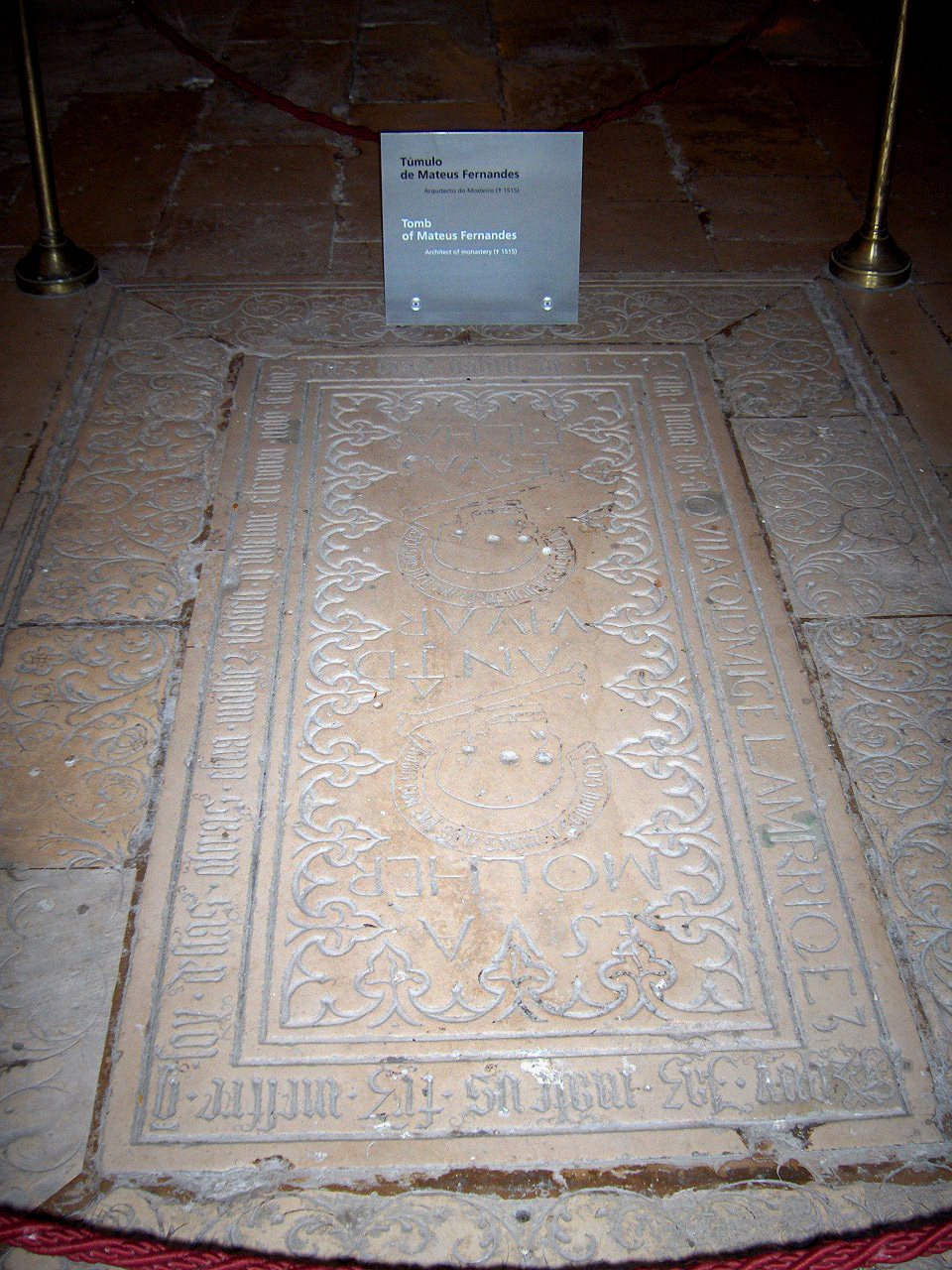
Tombeau de Mateu Fernades au monastère de Batalha.
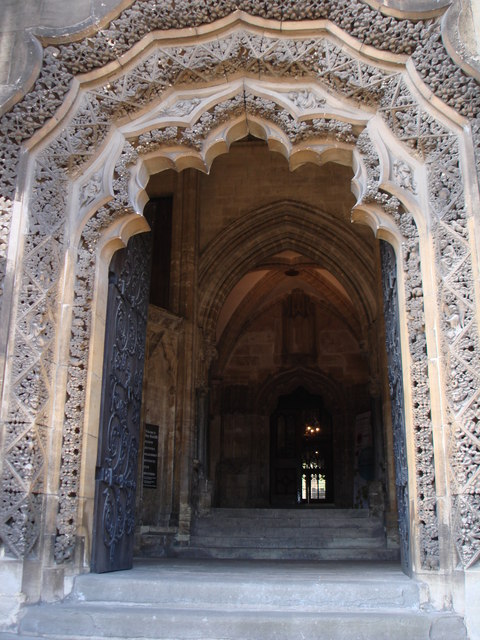
Porche nord de l'église Sainte-Marie de Redcliffe.
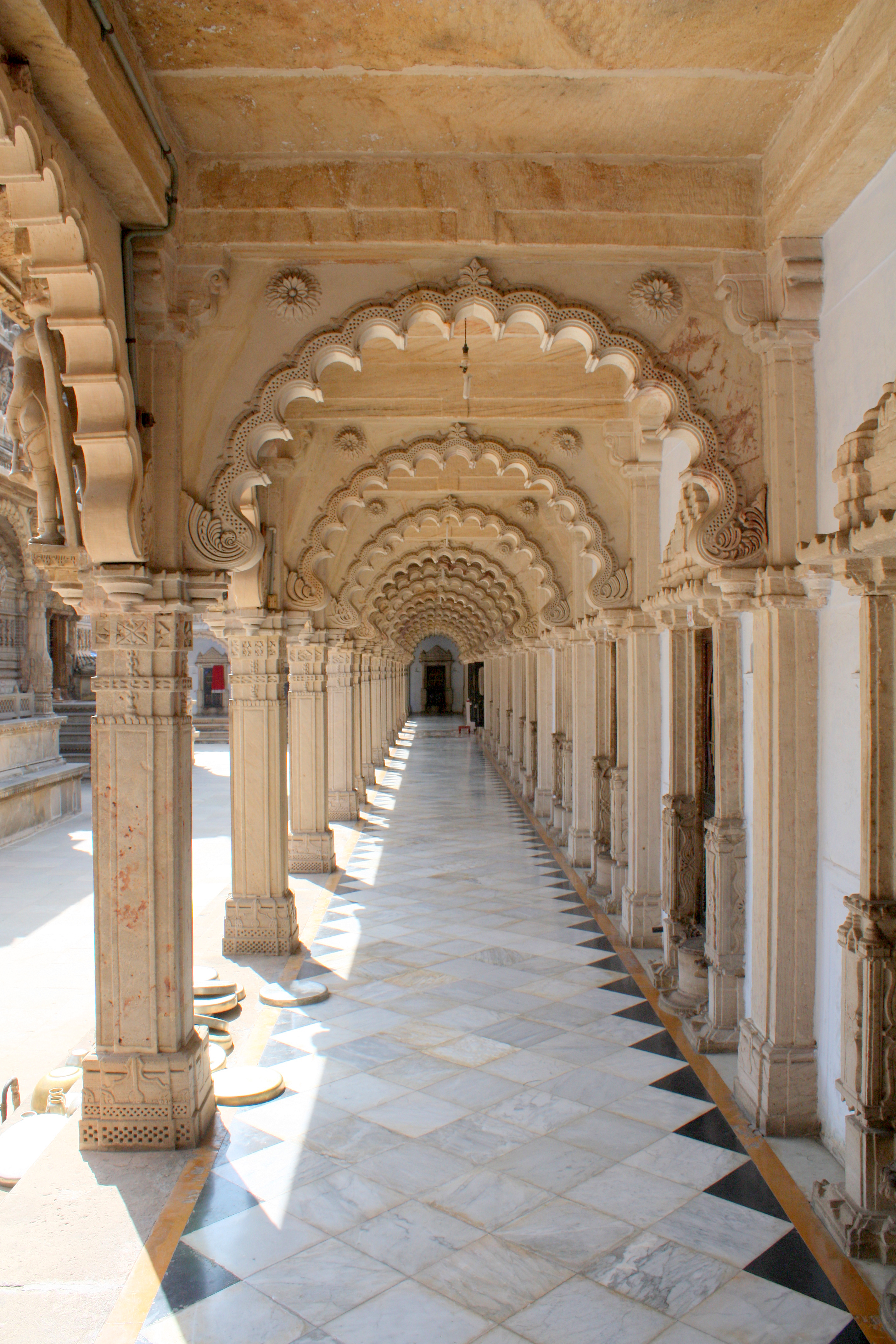
Temple jaïn Hutheesing à Ahmedabad.
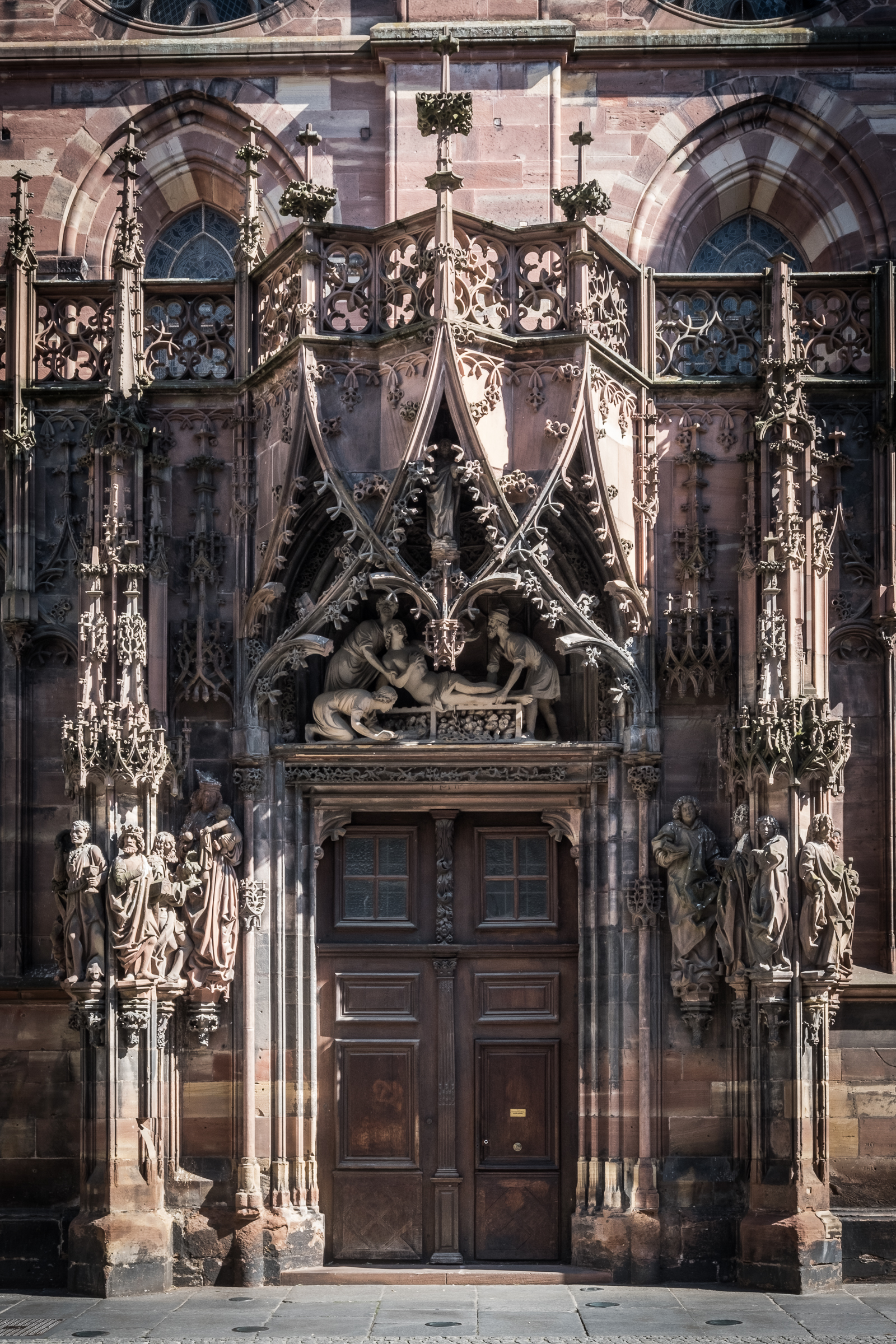
Le portail Saint-Laurent de la cathédrale de Strasbourg.
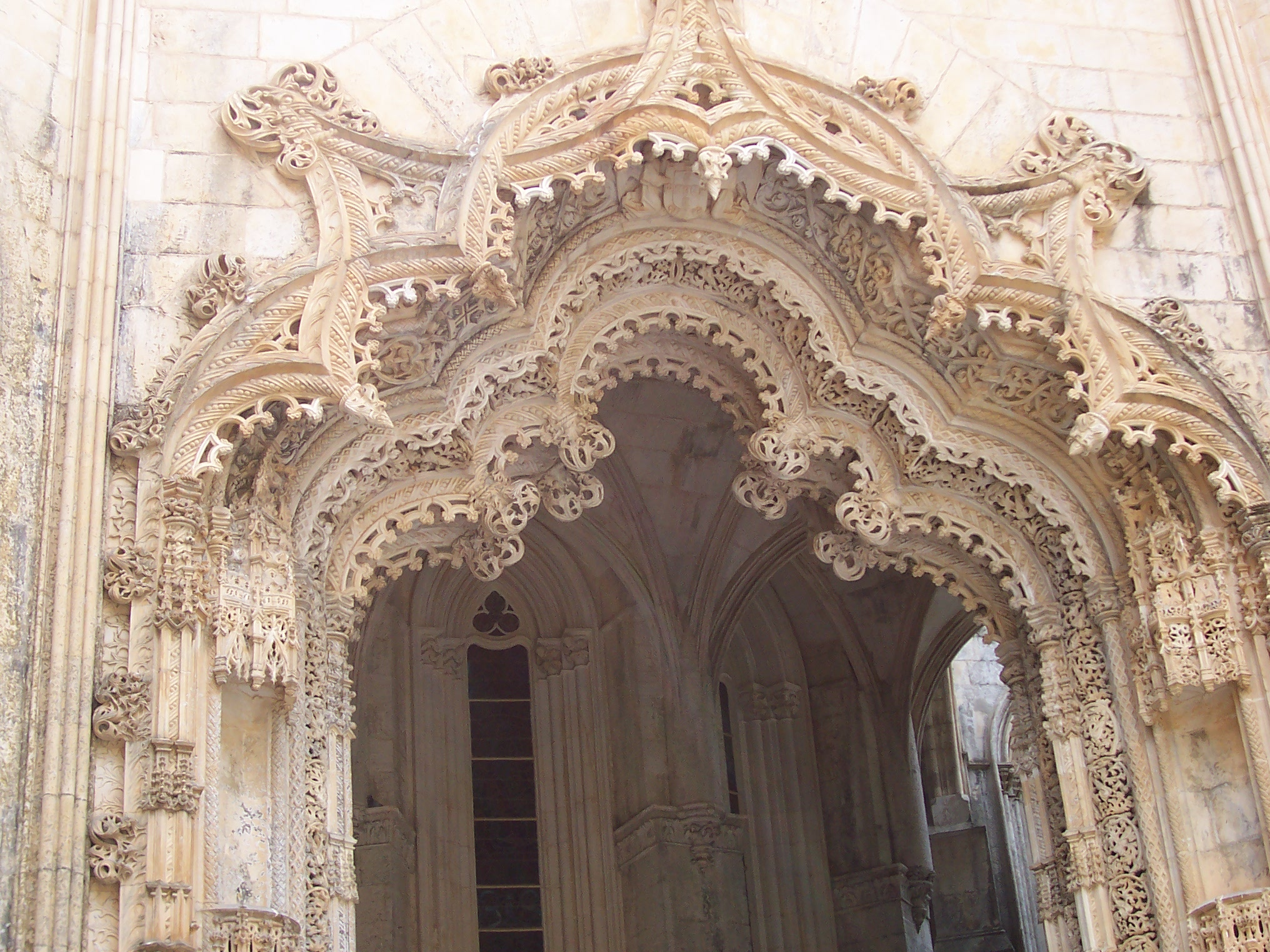
Monastère de Batalha : Portail de l'octogone des chapelles imparfaites.

## Famille
Mateus Fernandes est le père de Mateus Fernandes le Jeune (mort en 1528) et maître des œuvres du monastère de Batalha en 1516, après la mort de son père avec lequel il avait travaillé, de Pero Henriques et Filipe Henriques qui sont tous les deux maîtres d'œuvre pour la cathédrale de Guarda sous l'épiscopat de Pedro Gavião (1504-1517). Un descendant de Mateus Fernandes, portant le même nom, Mateus Fernandes (III) a été un architecte militaire chargé de la fortification de l'île de Madère et Funchal, après l'attaque de Pierre Bertrand ou Peyrot de Monluc, fils de Blaise de Monluc, en 1566.
Il est le beau-père de Diogo Boitaca qui s'était marié en 1512 avec sa fille, Isabel Henriques, alors qu'il devait lui aussi travailler au monastère de Batalha.

## Sources
- (pt) Cet article est partiellement ou en totalité issu de l’article de Wikipédia en portugais intitulé « Mateus Fernandes » (voir la liste des auteurs).

- (en) Cet article est partiellement ou en totalité issu de l’article de Wikipédia en anglais intitulé « Mateus Fernandes » (voir la liste des auteurs).